# 로이 존스 주니어

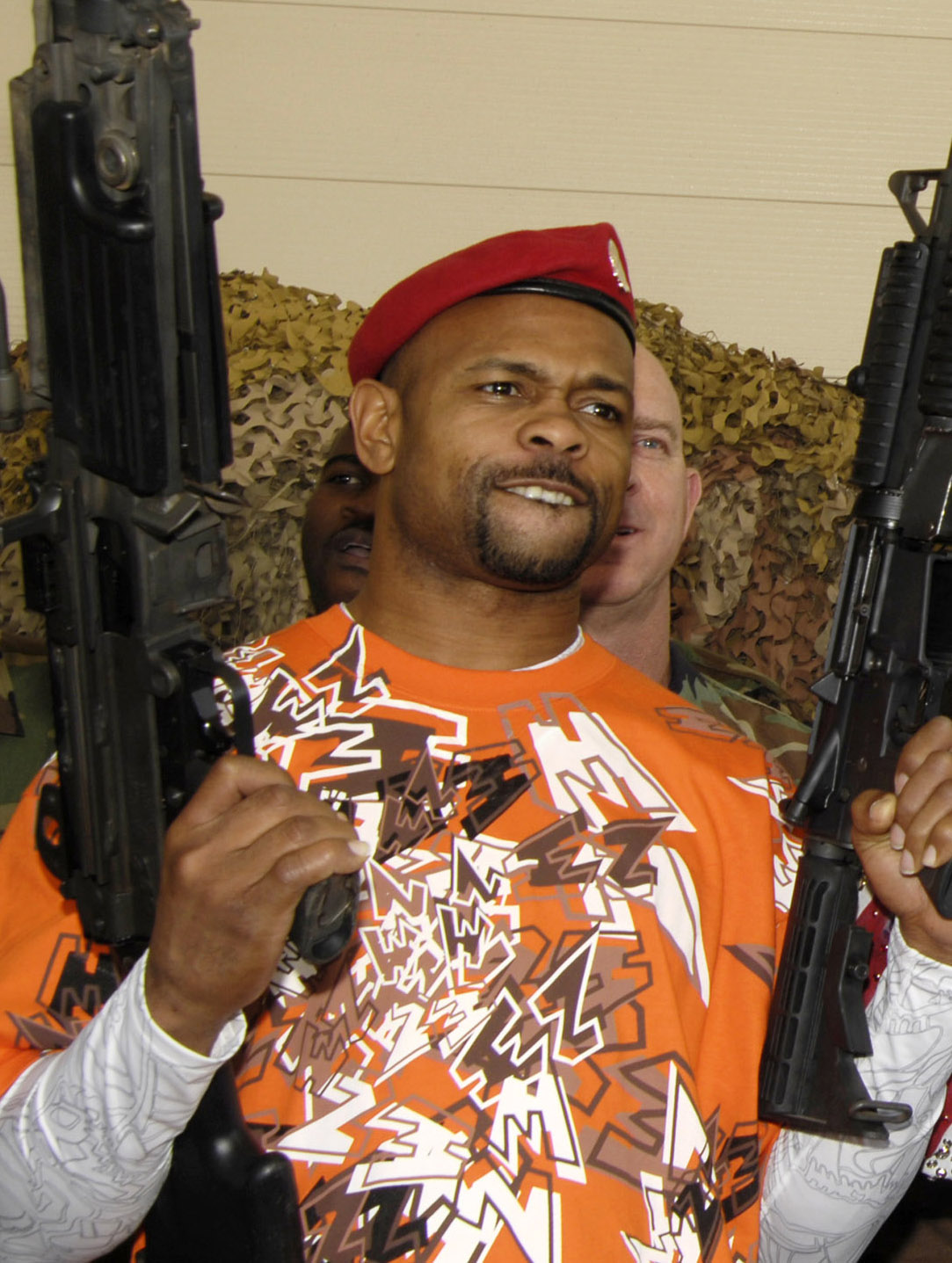
로이 존스 주니어

로이 존스 주니어(Roy Jones, Jr., 1969년 1월 16일 ~ )은 미국의 권투 선수 및 래퍼이다.

## 생애
1988년 서울올림픽 복싱 라이트미들급 결승전에서 박시헌에게 판정으로 져 은메달을 획득했다.
하지만 실제 판정논란이 있었던 경기이며 역대 올림픽 오심논란 순위에도 들어가는 경기로 유명하다.